# مؤسسه حقوق تطبیقی سوئیس

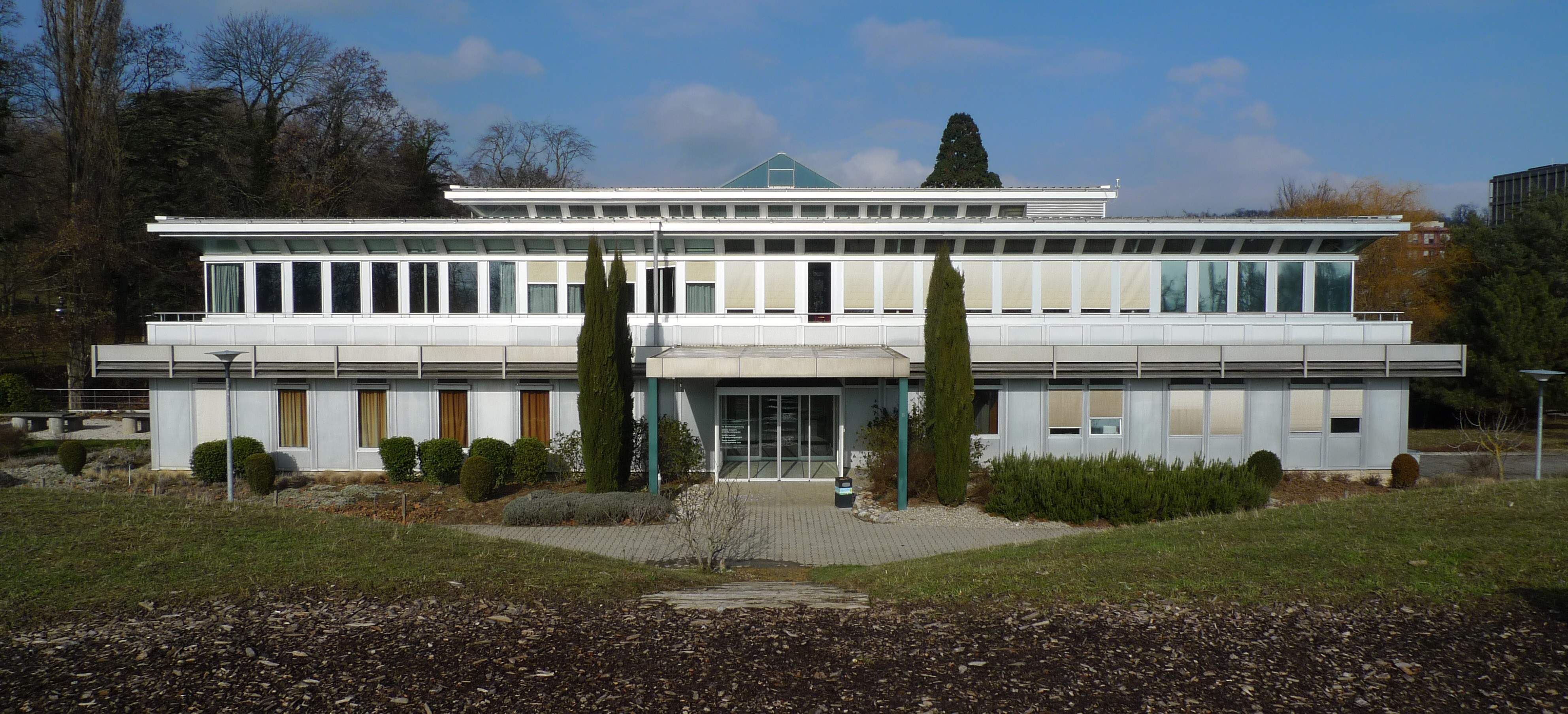
نمای بیرونی (جنوبی) موسسه حقوق تطبیقی سوئیس(ISDC) ، لوزان

انستیتوی حقوق تطبیقی سوئیس (فرانسوی: Institut suisse de droit comparé‎ (ISDC) نمایندگی اداره فدرال سوئیس است که مشغول به تحقیق و مشاوره در موضوع حقوق تطبیقی است.
رسالت اصلی آن ارائه نظرات در مورد قوانین خارجی به دولت، دادگاه‌ها و عموم است. این موسسه همچنین دارای یک کتابخانه تحقیقاتی در دسترس عموم است که دارای ۳۶۰٬۰۰۰ جلد کتاب است و در سال ۲۰۰۸ به ۶۰۰۰ بازدید کننده خدمت کرده‌است.
این مؤسسه از طریق اساسنامه فدرال در سال ۱۹۷۸ تأسیس شد. در پردیس دانشگاه لوزان واقع شده‌است و از لحاظ اداری به وزارت دادگستری و پلیس فدرال متصل است. این مؤسسه از حدود ۳۰ محقق، کتابدار و پرسنل اداری بهره می‌برد.